# Зворотна дія нормативно-правового акта у часі
Зворотна дія нормативно-правового акта у часі — це дія нового нормативно-правового акта на факти та відносини, що мали місце до набуття ним чинності. Синонімами виступають терміни «зворотна сила», «ретроактивність». Окрім того, на позначення суміжних понять використовуються латинські терміни: закон ex post facto (ретроактивний закон), принцип lex retro non agit.
Закон, що має зворотну силу є законом, який заднім числом змінює юридичні наслідки (чи статус) дій, які були вчинені, або стосунки, які існували перед прийняттям закону.
Закон може мати зворотну силу і не будучи технічно ретроактивним. Наприклад, за одним із підходів до розуміння зворотної дії в часі, у певних правових системах може діяти правило, що коли закон анулює попередній закон, анульоване законодавство більше не застосовується до ситуацій, до яких раніше застосовувалося, навіть якщо такі ситуації виникли, перш ніж закон був анульований. Принцип заборони застосування таких законів називають «Nullum crimen», «nulla poena sine praevia lege poenali», особливо в європейських континентальних системах. Це пов'язано з принципом законності.
Деякі держави загального права не допускають зворотної дії кримінального законодавства, хоча прецедент як правило, поширюється на події, які відбулися до судового рішення. Ретроактивне законодавство заборонено Конституцією Сполучених Штатів у статті 1, секція 9, пункт 3. У деяких країнах, які слідують Вестмінстерській системі управління, як-от Велика Британія, ретроактивні закони є технічно можливими, тому що доктрина верховенства парламенту дозволяє Парламенту приймати будь-який закон, що він хоче. У державах, де існують Білль про права чи письмова конституція, ретроактивне законодавство може бути заборонене.

## Зворотна дія нормативно-правового акта у часі

### Україна
Згідно з статтею 58 Конституції України «закони та інші нормативно-правові акти не мають зворотної дії в часі, крім випадків, коли вони пом'якшують або скасовують відповідальність особи. Ніхто не може відповідати за діяння, які на час їх вчинення не визнавалися законом як правопорушення».

### Австралія
В Австралії немає чіткої конституційної заборони на закони, що мають зворотну силу, хоча закони виключно зворотної сили могли б порушити конституційний принцип поділу повноважень. Австралійські суди зазвичай інтерпретують статути з твердим припущенням, що вони не застосовуються заднім числом.
Ретроактивне законодавство мало місце у сфері переслідування ухилення від сплати податків на початку 1980-х, за уряду Фрейзера (див. Ухилення від сплати податків на дні гавані). Так само було визнано конституційним ретроактивність законодавства, що криміналізує певні військові злочини (Полюхович проти Співдружності).
Уряд іноді публікує прес реліз про свій намір змінити податкове законодавство з дати і часу прес релізу (публікації) — ще до того, як законопроєкт буде поданий до парламенту.

### Бразилія
Згідно з 5-ю Статтею, розділом XXXVI бразильської конституції, закони, що не можуть мати зворотну дію стосовно набутих прав, завершених юридичних актів і принципу неприпустимості повторного розгляду одного разу вирішеної справи.
Та ж сама стаття в розділі XI забороняє кримінальні закони, що мають зворотну силу. Є виключення щодо кримінальних законів, які зі зворотною силою приносять сприятливі наслідки звинувачуваному, як наприклад, у Франції.

### Канада
У Канаді кримінальні закони, що мають зворотну силу, конституційно заборонені розділом 11 (g) Хартії прав і свобод (Charter of Rights and Freedoms). Крім того, згідно з розділом 11 (i) Хартії, якщо покарання за злочин змінилося між часом, коли злочин був скоєний і часом винесення вироку і визнання підсудного винним, засуджений підлягає закону, що визначає менший варіант покарання.
Оскільки Розділ 11 Хартії серед розділів, дія яких може бути виключена згідно з Розділом 33 (Незважаючи на пункт), Парламент теоретично може приймати закони, що мають зворотну силу, посилаючись на Розділ 33. Проте федеральний парламент (у якого є виняткове право приймати закони, що встановлюють покарання у вигляді позбавлення волі строком два роки або більше) ніколи не намагався приймати закон, що має зворотну силу (чи будь-який інший закон) використовуючи Розділ 33.
Треба підкреслити, що заборона, закріплена у Хартії, застосовується тільки до кримінального права. Зміни цивільного права в Канаді можуть бути (а часто і є) запроваджуваними ретроактивно.

### Фінляндія
Загалом фінська правова система не дозволяє закони, що мають зворотну силу, особливо ті, які розширюють кримінальну відповідальність. Їх явно не забороняють, але замість цього заборона випливає із загальніших правових принципів і основних прав. У цивільних питаннях, таких як оподаткування, за певних обставин можуть прийматися закони, що мають зворотну силу.
Проте було три виняткові випадки, коли у Фінляндії використовувалися кримінальні закони, що мають зворотну силу.
Після фінської громадянської війни 1918 року Парламент Фінляндії ухвалив закон створення трибуналів, щоб судити підозрюваних бунтівників. Ці трибунали ухвалили смертні вироки у багатьох випадках, хоча дуже небагато з обвинувачених, можливо, скоїли злочин, який передбачав страту відповідно до діючого під час війни фінського закону. Декілька сотень чоловік було страчено через такі ретроактивні зміни. Під час війни, і перш ніж були створені трибунали, тисячі людей були страчені без слідства з обох сторін.
Після Другої світової війни Фінляндія перебувала під тиском Антигітлерівської коаліції щодо засудження політичних лідерів, яких вони визнавали відповідальними за участь Фінляндії у війні. Восени 1945 року був ухвалений закон, що мав зворотну силу, щоб дозволити судове переслідування відповідальних за участь країни у війні, і врешті-решт вісім політиків було засуджено.
В іншому післявоєнному випадку — справі про зберігання зброї — в 1947 році був прийнятий закон зі зворотною дією, за яким військовослужбовці могли бути притягнуті до відповідальності за неофіційне підготування до партизанського опору в разі радянської окупації.

### Франція
У Франції так звані «lois rétroactives» (ретроактивні закони) заборонені Статтею 2 Цивільного Кодексу, який встановлює: «Законодавство запроваджується лише на майбутнє; воно не має ретроспективної дії». На практиці, однак, оскільки Цивільний Кодекс не має статусу конституційного законодавства і тому нові закони можуть анулювати його, Конституційна Рада (Conseil Constitutionnel) вирішила, що закони зворотної сили можуть бути прийняті у певних межах — як у випадку фінансового або податкового законодавства, особливо, де це, розглядається як «всезагальний інтерес»; це було продемонстровано низкою рішень, переданих Конституційною Радою щодо податкових законів зворотної сили.
Однак у кримінальному праві, санкції, що мають зворотну силу, заборонені відповідно до Статті 112-1 французького Кримінального кодексу, крім випадків застосування таких законів, якщо це покращує становище обвинуваченого (ретроактивність «in mitius»). Вони також вважаються неконституційними, так як принцип неретроактивності встановлений у Статті 8 Декларації прав людини і громадянина, у якого є конституційний статус згідно з французьким законом.

### Німеччина
Стаття 103 німецького Основного закону вимагає, щоб дія могла бути караною, тільки якщо вона була караною відповідно до закону під час вчинення.
Деякі вчені і політики, як-от Роберт А. Тефт, в той час американський сенатор з Огайо, стверджували, що Нюрнберзький процес після Другої світової війни ґрунтувався на законі, що має зворотну силу, тому що Союзники не домовилися про підписання Лондонської Хартії, яка б визначала злочини проти людяності і створювала Міжнародний Військовий трибунал, до того, як відповідні діяння були вчинені. Інші, включаючи Міжнародний Військовий трибунал, стверджували, що Лондонська Хартія просто наново встановила та забезпечила юрисдикцію щодо переслідування порушень, які були вже визнані незаконними за пактом Бріана-Келлога, Угодою Ліги Націй і різними Гаазькими конвенціями.
Проблема закону, що має зворотну силу, знову набула актуальності в 1990-х через дискусію щодо судового слідства проти східнонімецьких солдатів, які вбили втікачів на внутрішньому німецькому кордоні.

### Угорщина
У 2010 року парламент встановив 98 % карального податку на будь-який дохід більш ніж два мільйони форинтів, отримані або як пенсійний пакет або як вихідна допомога за минулі 5 років в урядовому секторі.

### Індія
В Індії без використання терміна «ретроактивний закон» принцип закріплено у статті 20 (1) Індійської Конституції: «Ніхто не може бути засуджений за злочин, окрім випадків, коли був порушений закон, чинний на момент скоєння діяння, передбаченого ним як злочин, а так само не може підлягати більшому покаранню, ніж те, що було передбачене законом, що діяв у момент вчинення злочину».
Крім того, стаття 20 (1) забороняє саме визнання особи винною і притягнення до відповідальності на підставі закону, що має зворотну силу, за діяння, скоєні до його видання, а не прийняття або чинність такого закону. Таким чином, існує відмінність між індійською і американською позицією з цього питання. У США закон, який має зворотну силу, сам по собі є нечинним, тоді як в Індії по іншому. Суди можуть також інтерпретувати закон таким чином, що будь-яке заперечення проти його ретроактивності може бути усунуте.
Прикладом ретроактивного закону в Індії є Karnataka Schedule Caste and Scheduled Tribes (Prohibition of Transfer of Certain Lands) Act 1978 р. у штаті Карнатака.

### Індонезія
Індонезійська Конституція забороняє притягнення громадян до відповідальності на підставі ретроактивних законів за будь-яких обставин. Це підтверджено в 2004 р., коли було анульовано обвинувальний вирок, винесений щодо одного з терористів Балі на підставі антитерористичного закону зі зворотною силою.

### Іран
Закони, що мають зворотну силу, у всіх контекстах заборонені Статтею 169 (Глава 11) Конституції Ірану.

### Ірландія
Накладення ретроактивних кримінальних санкцій заборонено Статтею 15.5.1 Конституції Ірландії. Ретроактивні зміни цивільного права також були визнані такими, що порушують конституцію, якщо вони призведуть до втрати права на відшкодування збитків у судовому порядку; Ірландський Верховний Суд вважає, що таке право є конституційно захищеним правом власності.

### Ізраїль
Ізраїль прийняв 1950 р. «Закон про нацистів і нацистських колаборантів (заходи відповідальності)» в цілях покарання дій, які відбулися під час Другої світової війни, коли Ізраїль не існував як держава. Закон використовувався, щоб покарати Адольфа Ейхмана та інших.

### Італія
Стаття 25, параграф 2 Італійської Конституції встановлює, що «ніхто не може бути покараний, окрім як згідно із законом, що набрав чинності до вчинення діяння». Стаття 11 преамбули до італійського Цивільного кодексу та стаття 3, параграф 1 Статуту прав платника податків забороняють закони зворотної сили на таких засадах: такі норми можуть бути, однак, скасовані актами, що мають силу звичайного закону; навпаки, у кримінальному праві неретроактивність вважається абсолютною.

### Японія
Стаття 39 конституції Японії забороняє ретроактивне застосування законів. Стаття 6 Кримінального кодексу Японії встановлює, що, якщо новий закон вступає в силу після вчинення діяння, повинно бути призначене більш легке покарання.

### Литва
Литва не має конституційної заборони на закони зі зворотною дією. Ретроактивні кримінальні санкції заборонено статтею 2 частиною 1 (главою 1) Кримінального кодексу Литовської Республіки. Ретроактивні адміністративні санкції заборонено статтею 8 Адміністративного кодексу Литовської Республіки.
Литовський юрист Dainius Zalimas стверджкє, що зворотна дія закону мала місце стосовно закону про Геноцид (і внаслідок цього прийнятих статей Кримінального Кодексу) проти учасників радянських репресій проти учасників литовських партизанських рухів та їх прибічників і наводить приклади таких рішень. Стаття 99 Кримінального кодексу Литовської Республіки була введена тільки 26 вересня 2000 року, і, отже, не може бути застосована щодо подій 1944—1953 років.

### Нідерланди
Стаття 4 Закону про Загальні положення (Law on General Provisions) (діючий з 1838 року) встановлює, що «Закон не має ніякої зворотної сили».
Стаття 1 Кримінального закону встановлює, що ніяке діяння не карається без наявності введеного попередньо в дію закону, і що в разі, якщо діяння було караним, але закон був змінений після вчинення злочину, застосовується «найсприятливіший» (для підозрюваного) із цих двох законів.
У Цивільному праві немає таких правил.

### Нова Зеландія
Розділ 7 Інтерпретаційного акту 1999 р. передбачає, що нормативні акти не мають ретроспективної дії. Новозеландський Білль про права 1990 р. також підтверджує прихильність Нової Зеландії ICCPR і UNDHR з розділом 26, що запобігає застосуванню ретроактивної відповідальності.
Розділ 26 Білля про права і попереднє законодавство про винесення судових вироків, закон про Кримінальне судочинство 1985 р., зумовили серед суддів поширені ухилення від норм запровадженого Новозеландським Парламентом законодавства, яке вводило в дію ретроспективну відповідальність за злочини, що вчиняються з проникненням у житло. У кінцевому рахунку невідповідність було обмежено з певною штучною логікою у справах R v Pora and R v Poumako.

### Норвегія
Стаття 97 норвезької конституції забороняє зворотну дію будь-якого закону. Заборона стосується і кримінальних, і цивільних законів, але в деяких цивільних справах вважатиметься неконституційною лише особливо необґрунтована зворотна дія акта.

### Пакистан
Стаття 12 Конституції Пакистану забороняє надання зворотної дії будь-якому закону, встановлюючи:
- 12.1. Ніякий закон не може встановлювати покарання для особи:
- 12.1.a. за дію або бездіяльність, які не були караними згідно з законом на момент їх вчинення; або
- 12.1.b. за порушення шляхом накладення жорсткішого покарання або покарання іншого виду ніж те, що передбачав закон за це порушення на момент його вчинення.

### Філіппіни
Конституція Філіппін 1987 року категорично забороняє прийняття будь-якого закону, що має зворотну силу. Стаття III (Білль про права), секція 22 зокрема встановлює: «Не може бути прийнятий жоден ретроактивний закон або акт про позбавлення цивільних прав (bill of attainder)».
Однак Закон про запобігання комп'ютерним злочинам, який набув чинності 3 жовтня 2012 року, розкритикували за те, що він мав зворотну силу.

### Польща
Застосування зворотної сили закону заборонено статтею 3 Цивільного кодексу. Правова норма, що забороняє таке застосування зворотної сили, зазвичай зазначається як латинський вислів «Lex retro non agit» («Закон не застосовується ретроактивно»). Згадана стаття, однак, дозволяє ретроактивне застосування парламентського акта, якщо це явно зрозуміло з його тексту або мети.

### Португалія
Стаття 18 португальської Конституції забороняє застосування зворотної сили будь-якого закону, що обмежує права; стаття 29 Конституції забороняє застосування зворотної сили кримінального права; стаття 103 забороняє застосування податків, введених зі зворотною силою.

### Росія
Відповідальність, що має зворотну силу, у кримінальному та адміністративному праві заборонено ст. 54 Конституції; щодо податкових законів, що мають зворотну силу, існує ст. 57 Конституції.

### Іспанія
Стаття 9.3 Іспанської Конституції гарантує принцип неретроактивності норм про відповідальність, які обмежують особисті права або не є сприятливими щодо них. Тому, кримінальні закони, які «мають зворотну силу», або будь-які інші ретроактивні положення про відповідальність конституційно заборонені.
Окрім вказаних вище положень Основного закону, правила з цього питання містяться тепер і у судовій практиці. Доктрина Парота (Parot doctrine), що виникла не основі рішення іспанського суду 2006 р. та передбачає обмеження права терористів (передбачені Статутом 1973 р.) на скорочення строку засудження, в 2013 р. була визнана Європейським судом з прав людини такою, що суперечить Європейській конвенції з прав людини (ст.7 — ретроактивності, та ст. 5 ЄКПЛ — свобода і безпека).

### Південна Африка
Секція 35 (3) Південноафриканського білля про права забороняє кримінальні закони, що мають зворотну силу. Проте діяння, які порушують міжнародне право на момент вчинення, можуть переслідуватися попри відсутність їх визнання протиправними у цей момент згідно з національним правом. Він також забороняє посилення кримінальної відповідальності зі зворотною силою.

### Швеція
У Швеції ретроспективні кримінальні санкції та інші ретроактивні правові наслідки кримінальних діянь заборонені главою 2, розділом 10 Regeringsformen. Ретроактивні податки та збори не заборонені, але вони можуть мати ефект зворотної сили тільки до часу, коли урядом був запропонований законопроєкт про новий податок.
Оскільки Шведський закон про престолонаслідування був змінений у 1979 році, і трон був успадкований незважаючи на стать, право спадкування було ізольовано від усіх нащадків Чарльза XIV Джона (король у 1818—1844 рр.), крім нинішнього короля Карла XVI Густава. Таким чином, титул прямого спадкоємця був переданий від новонародженого принца Карла Філіпа до його старшої сестри кронпринцеси Вікторії.
Шведський Парламент голосував у 2004 році, щоб скасувати податок на спадщину 1 січня 2005 року. Проте в 2005 р. вони заднім числом вирішили перенести цю дату на 17 грудня 2004 року. Головною причиною було скасування податку на спадщину для багатьох шведських жертв землетрусу в Індійському океані 2004 року, який стався 26 грудня.

### Туреччина
Покарання, що має зворотну силу, заборонено статтею 38 Конституції Туреччини. Вона встановлює:
- c1. Ніхто не може бути покараний за діяння, що не становить кримінальний злочин згідно з чинним на час його учинення законом; ніхто не може зазнати тяжчої відповідальності за злочин чім відповідальність, що існувала на момент його вчинення.
- c2. Положення вищезазначеного параграфа повинні також застосовуватись до правил про строки давності притягнення до відповідальності та застосування покарання та результати судимості.

Таким чином стаття не забороняє законів, що встановлюють більш сприятливе становище обвинуваченої особи (in mitius).

### Сполучене Королівство
У Сполученому Королівстві закони, що мають зворотну силу, засуджуються, проте дозволяються на підставі доктрини парламентського суверенітету. Історично, всі парламентські акти до 1793 були законодавством, що мало зворотну силу, оскільки дата набуття ними чинності була першим днем сесії, на якій вони були видані. Ця ситуація була виправлена Актом про парламентські акти 1793 р.
Деякі закони все ще приймаються ретроспективно: наприклад, Пакистанський акт 1990 р. (яким Сполучене Королівство внесло поправки в своє законодавство щодо Співдружності Націй, повторно допускаючи Пакистан як учасника); незважаючи на те, що він був прийнятий 29 червня 1990, підрозділ 2 розділу 3 закріплює, що «Цей закон має розглядатися як такий, що набрав чинності 1 жовтня 1989», за дев'ять місяців до того, як його було прийнято. Ретроспективні кримінальні закони заборонені Статтею 7 Конвенції про захист прав людини та основоположних свобод, учасником якої є Сполучене Королівство, але кілька представників влади заявили, що парламентський суверенітет має пріоритет навіть над цим. Наприклад, Закон про військові злочини 1991 року ретроактивно визначив юрисдикцію британських трибуналів щодо розгляду злочинів, вчинених під час Другої світової війни.
Закон про оподаткування багато разів змінювався з ретроактивним припиненням схем ухилення від сплати податків. Найпоказовіший приклад пов'язаний з Угодою про уникнення подвійного оподаткування, коли фінансовий закон 2008 року за допомогою механізму BN66 ретроактивно змінив законодавство 1987 року, встановивши великі податкові зобов'язання для 3000 осіб щодо тих випадків, де раніше не існувало ніяких зобов'язань.

### Сполучені Штати
У Сполучених Штатах Конгресу приймати закони, що мають зворотну силу, заборонено пунктом 3 статті I Розділу 9 Конституції Сполучених Штатів. Штатам заборонено приймати закони, що мають зворотну силу, пунктом 1 статті I Розділу 10. Це — одне з відносно небагатьох обмежень, що конституція Сполучених Штатів встановила для влади рівнів федерації і штатів до Чотирнадцятої Поправки. За ці роки, виносячи рішення по справах, що мають зворотну силу, Верховний суд США неодноразово звертався до свого рішення у справі Calder v. Bull, у якому суддя Семюель Чейз постановив, що заборона стосується тільки кримінальних питань, і не стосується цивільних, і визначив чотири категорії неконституційних ретроактивних законів. Справа стосувалася права штату Коннектикут та відповідно заборони на закони, що мають зворотну силу (стаття I, Розділу 10).
Не всі закони з ретроактивною дією були визнані неконституційними. Одним з сучасних законів США, що мають зворотну дію, є Закон про захист і безпеку дітей Адама Уолша 2006 р. Цей закон накладає нові вимоги щодо реєстрації засуджених осіб, що вчинили злочини сексуального характеру, і також поширюється на злочинців, злочини яких були вчинені, перш ніж закон був прийнятий. Американський Верховний Суд постановив у Smith v. Doe (2003), що обов'язок сексуальних злочинців регулярно реєструвати своє місцезнаходження і розміщення особистої інформації про них в Інтернеті не порушує конституційну заборону на закони, що мають зворотну силу, тому що ці закони не передбачають ніякого виду покарання.
У справі Старки проти Oklahoma Department Of Corrections, Верховний суд штату Оклахома порахував Oklahoma Sex Offender Registration Act, або SORA, каральним по своєму характеру, якщо не по призначенню. Тоді як обговорений закон був затверджений як той що не має зворотної сили за своєю природою, Oklahoma Department of Corrections застосовувало нове законодавство як те, що має зворотну силу, і «порахувати положення Департаменту такими, що мають зворотну силу на рівні поступки 57 OS Supp 2007 582—582.5, з поправками, порушуючи статтю постфактуму». Суперечки також виникли у зв'язку з Sexually Violent Predator (SVP) Laws, які дозволяють безстрокове виправдання людини із психічним порушенням, яке змушує його розбещувати дітей. Це питання виникло в справі Kansas v. Hendricks. У справі Hendricks, людина з довгою історією сексуального розбещування дітей мала бути засуджена незабаром після набрання чинності Sexually Violent Predator (SVP) Laws. Він був засуджений на підставі того, що він мав психічні розлади. Hendricks оскаржив закон на підставах застосування покарання постфактуму і подвійної підсудності. Верховний суд штату Канзас визнав недійсним акт, але Верховний суд США відмінив рішення і постановив, що закон був конституційним на підставі того, що закон не накладав кримінальної відповідальності.
Іншим прикладом є Domestic Violence Offender Gun Ban, де заборона на вогнепальну зброю були накладена на осіб, засуджених за домашнє насильство і суб'єктів заборонних судових наказів (які не вимагають кримінальної відповідальності). Ці особи тепер можуть бути засуджені до десяти років позбавлення волі у федеральній в'язниці за зберігання вогнепальної зброї, незалежно від того, чи було легальне володіння зброєю, коли був ухвалений закон. Серед тих, кого закон торкнувся, був батько, який був визнаний винним в жорстокому поводження з дітьми у зв'язку з лупцюванням своєї дитини, тому що будь-хто визнаний винним в жорстокому повожденні з дітьми в даний час стикається з прижиттєвою забороною на володіння вогнепальною зброєю. Закон був юридично підтверджений, тому що це вважається регуляцією, а не покаранням; це злочин статусу. Нарешті, в Calder v. Bull, Суд чітко заявив, що закон, який «пом'якшує» кримінальну відповідальність, був просто ретроспективним, і не був законом, що має зворотну силу.
В адміністративному праві федеральні агентства можуть ретроактивно застосувати свої правила, якщо Конгрес уповноважив їх на це; в інших випадках застосування зворотної сили загалом заборонене. Суд не схильний до ретроактивного застосування актів названих органів з кількох причин. Суди застосовують ці акти зі зворотною силою в випадках, коли Конгрес прямо надав відповідному агентству повноваження видавати акти зі зворотною дією, як це мало місце у Bowen v. Georgetown University Hospital.

## Трактування у міжнародному праві

### Загальна декларація прав людини і пов'язані з нею угоди
Стаття 11, параграфа 2 Загальної декларації прав людини встановлює, що ніяка людина не може бути визнана винною на підставі кримінального закону, який не існував на час вчинення злочину, і не може нести відповідальність, суворішу ніж та, що існувала на момент злочину.
Дуже подібні правила розміщені у статті 15, параграфі 1 Міжнародного пакту про громадянські та політичні права. Тут додається, що, якщо м'якше покарання встановлене після вчинення злочину, то воно і повинно бути застосовано ретроактивно. Параграф 2 додає положення, що параграф 1 не перешкоджає притягненню до відповідальності та покаранню за діяння, яке було злочинним відповідно до загальних принципів права, визнаних співтовариством націй. Спеціально регулюючи використання смертної кари, стаття 6, параграф 2 визначає у відповідній частині, що смертний вирок може бути винесено «…за найбільш тяжкі злочини згідно з законом, чинним на час вчинення злочину…».

### Африканська Хартія прав людини і громадянина
Стаття 2, параграф 7 Африканської хартії вказує, що «ніхто не може бути засуджений за дію або бездіяльність, яка не становила кримінально каране діяння на момент його вчинення. Ніяке покарання не може бути призначене за злочин, якщо воно законодавчо не передбачене на момент вчинення такого злочину».

### Американська декларація прав і обов'язків людини
Стаття 25 Американської декларації проголошує, що «ніхто не може бути позбавлений свободи, крім випадків та відповідно до процедур, наперед установлених законами».

### Арабська Хартія прав людини
Стаття 15 Арабської хартії прав людини передбачає, що «ніякий злочин і ніяке покарання не можуть бути встановлені без попереднього видання відповідного положення закону. За всіх обставин має бути застосований закон, який є найсприятливішим для відповідача».

### Європейська конвенція з прав людини
Усі європейські держави (крім Білорусі), включаючи весь Європейський Союз і держави Європейського економічного простору, зв'язані Конвенцією про захист прав людини і основоположних свобод. Стаття 7 конвенції відображає формулювання обох параграфів статті 15 Міжнародного пакту про громадянські і політичні права, за винятком того, що вона не передбачає необхідність застосування м'якшого покарання.